# Музей Ольги Кобилянської
Музей Ольги Кобилянської — музей у місті Чернівцях, присвячений Ользі Кобилянській.

## Опис

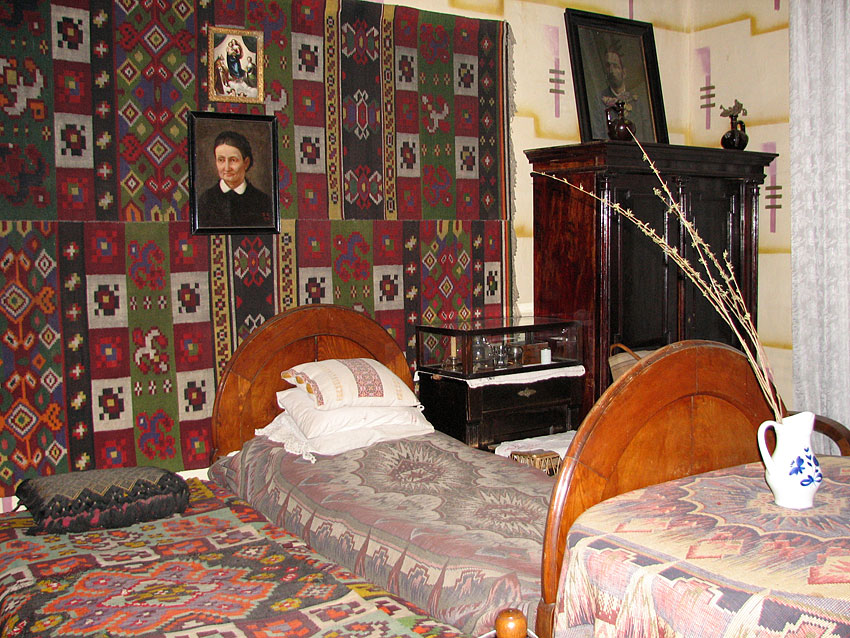
Інтер'єр
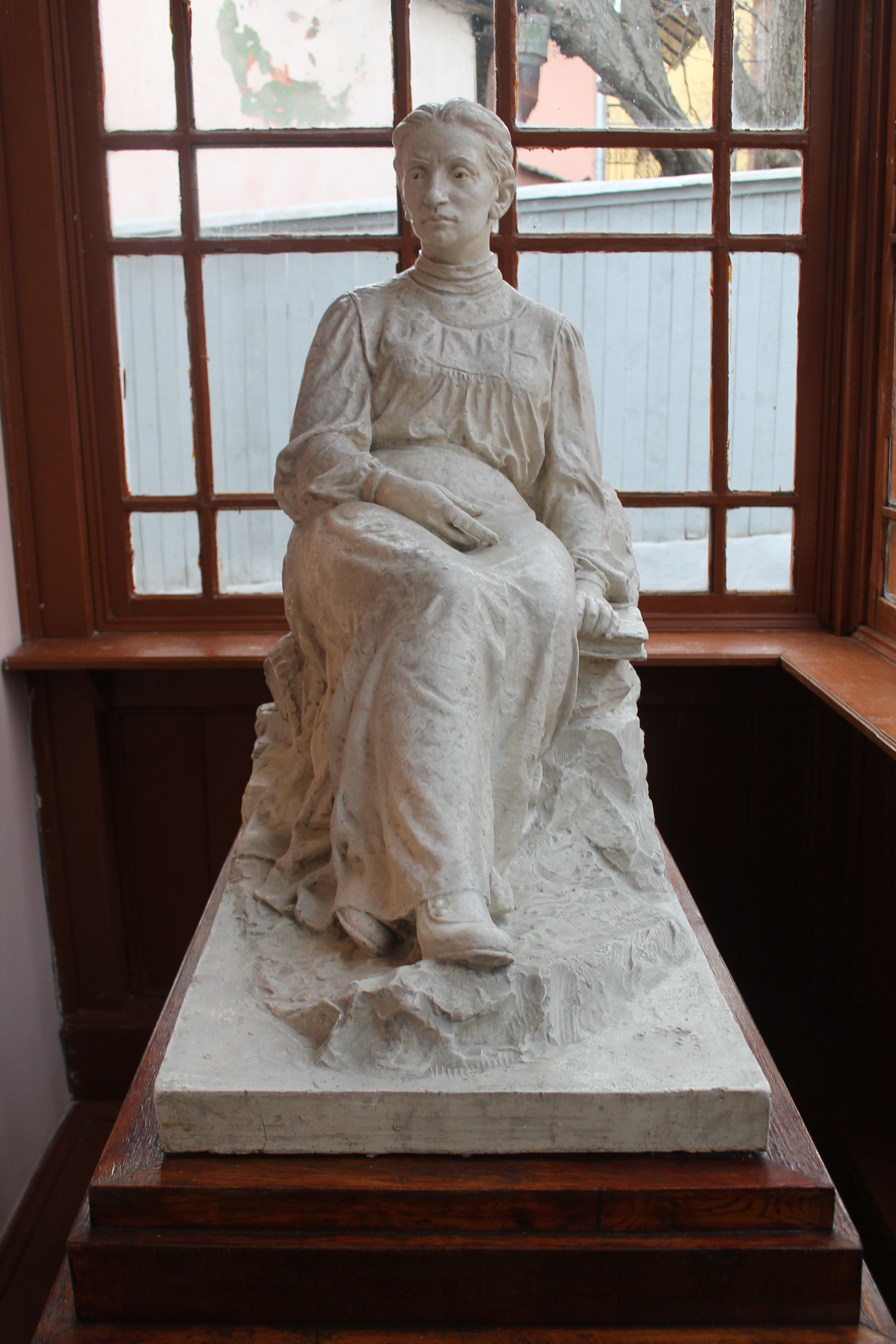
Статуя
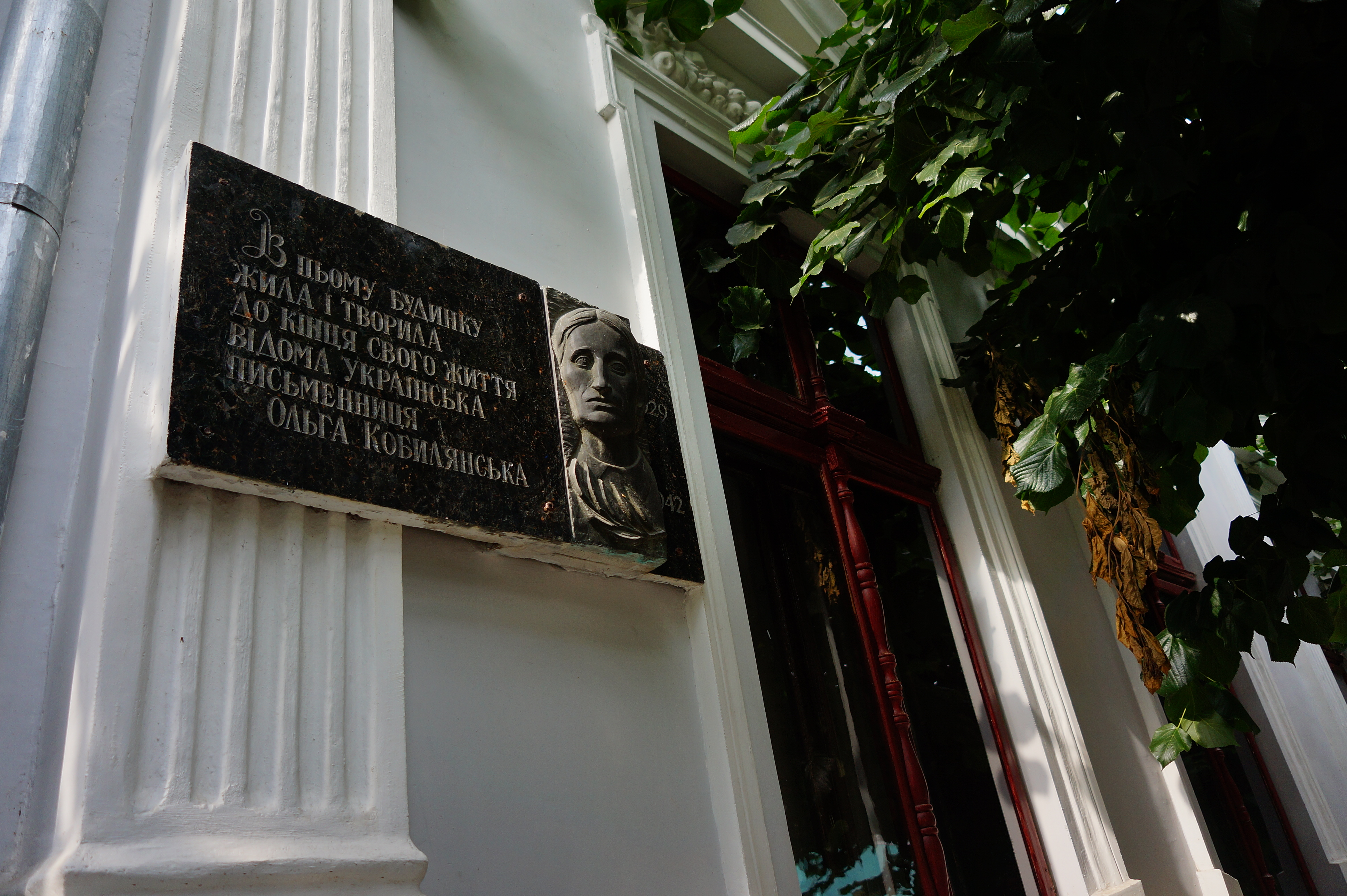
Пам'ятна дошка з барельєфом